# La Vengeance de Jacob Vindas
Pour plus de détails, voir Fiche technique et Distribution.
La Vengeance de Jacob Vindas (Fiskebyn) est un film suédois réalisé par Mauritz Stiller, sorti en 1920.
D'après Roger Boussinot, c'est le chef-d'œuvre du réalisateur, inspiré d'un scénario original du poète Bertil Malmberg

## Synopsis
Un jeune homme pauvre doit faute de moyens renoncer provisoirement à épouser son amoureuse. Il part de son village pour tenter de faire fortune, mais comme son absence se prolonge sa fiancée se résigne à se marier avec un riche vieillard qui la courtisait. Quand il revient, elle lui avoue qu'il reste toujours le seul homme qu'elle pourra aimer. Des villageois les surprennent ensemble, et décident de les lyncher. Le vieillard lui-même s'interpose, en reconnaissant que l'argent ne peut pas tout acheter.

## Fiche technique
- Réalisation : Mauritz Stiller
- Scénario : Mauritz Stiller d'après la pièce de Georg Engel, d'après un roman de Bertil Malmberg.
- Musique : Eric Westberg
- Photographie : Henrik Jaenzon
- Production : AB Svenska Biografteatern
- Durée : 102 minutes
- Date de sortie : 1920

## Distribution

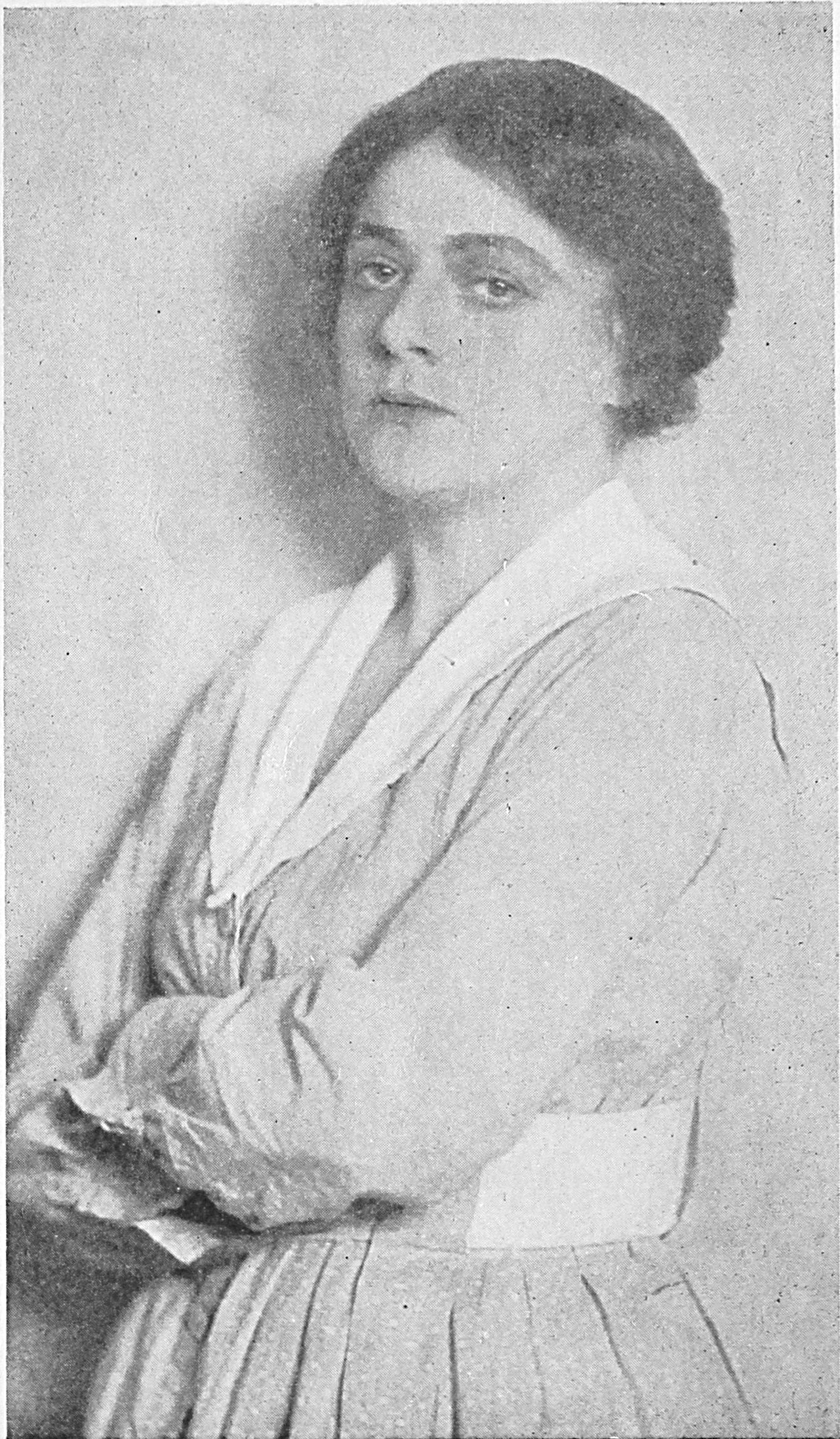
Karin Molander en 1918.

- Karin Molander : Martina, à 18 ans
- Lars Hanson : Thomas Rilke
- Carl Helleman : Rilke
- Egil Eide : Jakob Vindås
- Hildur Carlberg : Mother Vindås
- Käte Schnitzer : la fille de Jakob
- Nils Aréhn : le prêtre
- Jenny Tschernichin-Larsson : Jans-Karin